# 溝口涼子
溝口 涼子（みぞぐち りょうこ、3月25日 - ）は、日本の漫画家・シンガーソングライター。 山口県出身。血液型はA型。

## 来歴・人物
初めて読んだ漫画雑誌は『りぼん』（集英社）。小学5年生の頃に『ちゃお』（小学館）に投稿してボツになったらしい。投稿時代初期は賞金が目当てであり、「ドリチン」「鼻毛師」などのペンネームを使っていた。
2000年、「ラブリーベイベー」（『ちゃおデラックス』春の増刊号）でデビュー、現役の高校生漫画家として話題を集めた。『ちゃお』より独立する以前から『ChuChu』（小学館）にも多数の読切作品を発表する一方で、2005年より小学館の学年別学習雑誌上にて「オシャレ魔女♥ラブandベリー」の連載を開始、2007年現在も連載中。
デビュー当初からシンガーソングライターとしても精力的な活動を続けており、2005年6月にファーストアルバム『1、2の3で』をリリースした。シンガーソングライターとしての名義は「ミゾグチリョーコ」。
好きなアーティストにビョーク、ミッシェル・カミロ、東京事変などがある。

## 作品リスト

### 連載作品
- 極☆RAKU ロックンガール（ちゃお2000年10月号 - 12月号）
- 恋するプラスチックベイビー（ちゃお2002年1月号- 3月号）
- キラキラロック（小学四年生2004年11月号 - 2005年3月号、2005年4月号 - 9月号）
- オシャレ魔女♥ラブandベリー（小学一年生・小学二年生2005年4月号 - 、小学三年生2006年4月号 - ）
- キミの好きなうた（ChuChu2007年5月号 - 2008年1月号）
- ともだちスイッチ（ChuChu2008年11月号-2009年2月号)
- Oh!マンガール（小学三年生2011年4月号-3月号）

### 読切作品
- ラブリーベイベー（ちゃおデラックス2000年春の増刊号・デビュー作品）
- 前髪アクシデント（ちゃお2000年5月号別冊）
- 駆け落ちのススメ（ちゃお2000年6月号）
- ナチュラルビューティー（ちゃおデラックス2000年夏の増刊号）
- 春のさよなら（ちゃおデラックス2001年春の増刊号）
- ユメみがちウエディング（ちゃお2001年6月号別冊）
- 恋はあせらず（ちゃおデラックス2001年夏の増刊号）
- キスまで1cm（ちゃおデラックス2001年秋の増刊号）
- やさしいかけら（ちゃおデラックス2002年初夏の増刊号）
- まほうのじゅもん（ちゃお増刊『ChuChu』2002年）
- 奏でてごらん（ちゃおデラックス2002年秋の増刊号）
- あたしの方に、もう少し（ちゃお2003年2月号別冊）
- 翼のゆくえ（ちゃおデラックス2003年春の増刊号）
- お姫様のさがしもの（ちゃお増刊『ChuChu』2003年春号）
- スタート（ちゃお2003年5月号）
- ずっと一緒にいて欲しい（ちゃおデラックス2003年夏の増刊号）
- ラクガキ様の言うとおり（ちゃおデラックス2004年冬の増刊号）
- こんなやつキライです!!（ちゃお増刊『ChuChu』2004年夏号）
- 君が笑うだけで（ちゃお増刊『ChuChu』2004年秋号）
- すき（＾_＾）（ちゃお増刊『ChuChu』2005年春号）
- イージー★ラブ（ちゃお増刊『ChuChu』2005年初夏号）
- 少女マンガでいきましょう（ちゃお増刊『ChuChu』2005年夏号）
- スマイル0円（ちゃお増刊『ChuChu』2005年秋号）
- プライド☆コレクション（ChuChu2006年4月号）
- ひとりでできるもん。（ChuChu2006年10月号）
- 私のエターナルメモリー（ChuChu2008年11月号）
- 運命の人（ChuChu2010年1月号）
- ハーモニー・オブ・KY!!（ちゃおデラックス2010年春の大増刊号）
- 池！イケ！ジンジャーズ☆（ちゃおデラックス2010年秋の増刊号、2011年ちゃお春の超大増刊号、夏の超大増刊号、冬の超大増刊号）
- 顔はいりません（2010年冬のちゃおホラーデラックス）
- パラサイト（2011年夏のちゃおホラーデラックス）
- おかしな家（2011年冬のちゃおホラーデラックス）
- キラキラ★みらくるメロディっち(ぷっちぐみ５月号増刊「たまごっちフレンズ」)
- 死体は笑う（2012年夏のちゃおホラーデラックス）

## 単行本リスト
すべて小学館より刊行されている。
- 極☆RAKUロックンガール（フラワーコミックス）
- 恋するプラスチックベイビー（フラワーコミックス）
- あなたの知らない世界（ちゃおホラーコミックス、五十嵐かおる・うえだ美貴・小室栄子・早津ちさと・河村じゅんとの共著）
- オシャレ魔女 ラブandベリー全６巻 （てんとう虫コミックススペシャル）
- オシャレ魔女 ラブandベリー・カラー版（ぴっかぴっかコミックス）
- キミの好きなうた（ChuChuコミックス）
- 死神はささやく（ちゃおホラーコミックス、姫川きらら、のせじゅんこ、八神千歳、能登山けいこ、坂元勲との共著）
- お憑きあいしませんか（ちゃおホラーコミックス、久世みずき、能登山けいこ、柏ぽち、七瀬れい、坂元勲、かがり淳子との共著）
- 口だけ女（ちゃおホラーコミックス、小室栄子、泉道亜紀、坂元勲、なぎり京、北村有香との共著）
- シンデレラは闇に堕ちる（ちゃおホラーコミックス、久世みずき、くまき絵里、坂元勲、明野みる、えびなしおとの共著）

## アルバム
- 1、2の3で（2005年6月17日）
  1. すきになっちゃった
  2. フレンチトースト
  3. せみの一週間
  4. ふるえるむね
  5. いいでしょ?
  6. 恋のステージへ
  7. Birthday Song
  8. ラララ…